# Teatro de La Latina

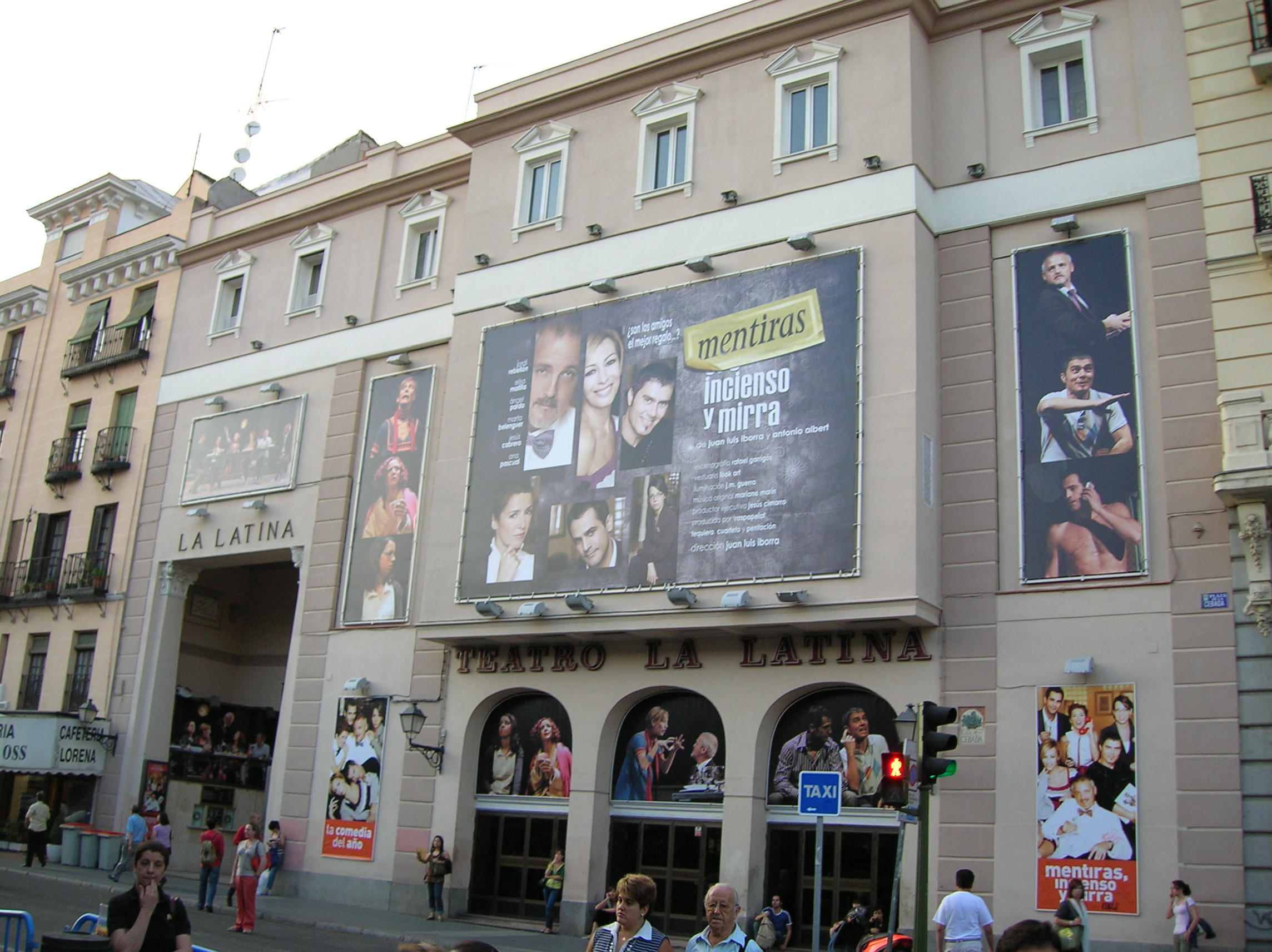
Teatern La Latina.

Teatro de La Latina är en teater belägen i Madrid, i kvarteret La Latina, och är ett verk av arkitekten Pedro Muguruza.
Teatern har varit en av de viktigaste scenerna för uppförande av komedier och revyer i den spanska teaterns historia under 1900-talet.
Namnet kommer från Beatriz Galindo, la Latina, en spansk författare under 1400-talet.

## Luis Fernández-Díez och Ignacio F. Iquino, 1947–1962
Teatern ligger vid la Plaza de la Cebada. Byggnaden kom till stånd i början av 1900-talet av antikvarien Juan Lafora Calatayud, i lokalerna efter en bio som hade byggts på marken efter ett tidigare sjukhus. Teatern fick sitt namn efter Beatriz Galindo, som hade tillnamnet  "La Latina". Under spanska inbördeskriget blev det ånyo bio. 1978 övertogs teatern av Lina Morgan för revyer och varietéer.

## Colsada, 1962–1978
1964, hyrde tidningsmannen Matías Colsada, som sedan 1956 hade ägt Teatro Apolo i Barcelona, även madridteatern Teatro La Latina. Colsada är den som mest har utnyttjat lokalen och annonserat för en av de populäraste teatrarna i Madrid.
1984 genomgick teatern en nödvändig restauration, och logerna utrustades med badrum och soffor för att vila.
1996, efter att José Luís López hade avlidit, som varit bror, manager, producent och företagare för Lina Morgan och programdirektör för teatern, och på grund av att hon var upptagen med olika projekt vid televisionen, uppdrog hon åt sin direktör, Ángel Gutiérrez, att ta hand om programmet och leda Teatro La Latina. Teatern, en av de mest ackrediterade och viktigaste i Madrid, tog upp olika spektakel av Moncho Borrajo: "Concierto sentido del humor" (1995), "Dihablemos" (1997), "El bufón del Rey" (1998-1999) som fick stor framgång. Den spanska komikergruppen El Tricicle gav flera föreställningar. Sedan 1999 har musikalernas ankomst till Spanien gjort att Lina Morgan kontrakterat musikaler till teatern utan att släppa komedier och föreställningar från Centro Dramático Nacional (”Nationella dramaten”) eller Teatro de La Danza (”Dansteatern”). Stor succé gjorde pjäser som  "Tartufo" (1999), "Sí... pero No" (1999), "El verdugo" (2000), "La muerte de un viajante" (2001), "Madre: El drama padre" (2001), "Paseando a miss Daisy" (2002), "Las bicicletas son para el verano" (2003), musikalen "Cuando Harry encontró a Sally" (2002) och "La venganza de Don Mendo" (2004-2005) med Raúl Sender som står på repertoaren under nio månader.
2005, då Lina Morgan var ägare till teatern, gick hon samman med producenten  José Luis Moreno, med syftet att utveckla och omvandla Teatro La Latina till en av Madrids bästa. Kontraktet varade två år och repertoaren bestod av en serie zarzuelas, en dansantologi, musikalen "El diluvio que viene" (2006-2007), tevekomedin "Matrimoniadas" (2006) och komedin "La venganza de la Petra" (2006) med stor framgång. Det sista i José Luis Morenos program blev konserten "Enamórate conmigo" med Isabel Pantoja, som under 13 unika föreställningar fyllde teatern till sista plats, men de sista tre föreställningarna fick man ställa in.
Sedan 2007, har Lina Morgan åter regisserat och lagt upp programmet för pjäserna. Genom  Teatro La Latina har stora skådespelare passerat: Raúl Sender, José Sazatornil, Concha Velasco, Nati Mistral, Paco Valladares, Celia Gámez, Juanita Reina, Carmen Sevilla, Lola Flores, Tania Doris, Paco Martínez Soria, Jesús Puente, Amparo Baró, Josema Yuste, Marisol Ayuso, Andoni Ferreño, Amparo Rivelles, Moncho Borrajo, Ana Belén, Paco León, Blanca Portillo, María Fernanda D'Ocón, Natalia Dicenta, Pablo Sanz, Tote García Ortega, Quique Camoiras, Juanito Navarro, Antonio Casal, Manolo Díaz, Pedro Peña, Estrella Castro, Pepe Barcenas, Jesús Guzmán, Queta Claver, Tony Leblanc, Addy Ventura, Lina Canalejas, Olga Guillot, Celia Gámez, Adrián Ortega, Tomás Zori, Fernando Santos, Manolo Codeso, Maruja Tomás, Alfonso del Real, m.fl., nästan hela spanska teatervärlden från 1900- och 2000-talet.
Lina Morgan sålde i juni 2010 teatern till den katalanska grupperingen  Focus.

## Verk i urval från 2000
- Balada de la cárcel de circe 2000
- El verdugo (2000) med: Juan Echanove och Luisa Martín
- Muerte de un viajante (2001) med: José Sacristán och María Jesús Sirvent
- Madre (el drama padre) (2001) med: Blanca Portillo
- Historia de un caballo (2001) med: Francisco Valladares
- A media luz los tres (2001) med: Raúl Sender och Esperanza Roy
- Paseando A Miss Daysi (2002) med: Amparo Rivelles
- Las criadas (2002) med: Emma Suárez och Aitana Sánchez-Gijón
- Manuscrito encontrado en Zaragoza. 2002
- Cuando Harry Encontró a Sally (2002) med: Angels Goyalons och Josema Yuste
- Las mil y una noches (2003) med: Antonio Canales
- Las bicicletas no son para el verano (2003) med: Julián González
- Las mil y una noches (2003) med: Antonio Canales
- Arsénico por compasión (2003) med: Jorge Sanz
- Inés Desabrochada (2003) med: Concha Velasco, Nati Mistral och Paco Valladares
- La verbena de la Paloma – Gigantes y Cabezudos. 2004
- Diatriba de amor contra un hombre sentado (2004) med Ana Belén
- La venganza de Don Mendo (2004-2005), med Raúl Sender
- Antología de la zarzuela. 2005 Compañía José Luis Moreno
- Matrimoniadas. 2005, med Pepe Ruiz och Marisa Porcel
- El diluvio que viene. 2005-2006 med Paco Morales och Gisela
- Antología de la Danza Española. 2006 Compañía José Luis Moreno
- La venganza de la Petra. 2006 med Andoni Ferreño och Marisol Ayuso
- Enamórate Conmigo. 2006-2007 med Isabel Pantoja
- Filomena Marturano. 2007 med Concha Velasco
- Fiebre Cubana. 2007 Empresa Karot
- El florido pensil. 2007 Takata
- Olvida los tambores (2007), av Ana Diosdado, med Carmen Morales, Ana María Polvorosa, Antonio Hortelano och Guillermo Ortega.
- Baraka! (2008), med Toni Cantó och Marcial Álvarez.
- Como te mueras te mato (2008), med Belinda Washington.
- Mentiras, incienso y mirra (2008).
- La vida por delante (2010), med Concha Velasco.